# Anders Ekström
Hans Anders Ekström (Gotemburgo, 16 de enero de 1981) es un deportista sueco que compitió en vela en la clase Star. 
Participó en dos Juegos Olímpicos de Verano, en los años 2004 y 2008, obteniendo una medalla de bronce en Pekín 2008, en la clase Star (junto con Fredrik Lööf).
Ganó  medallas en el Campeonato Mundial de Star, oro en 2004 y plata en 2003, y cinco medallas en el Campeonato Europeo de Star entre los años 2002 y 2013.

## Palmarés internacional
| \| Juegos Olímpicos \| Juegos Olímpicos \| Juegos Olímpicos \| Juegos Olímpicos \| \| Año \| Lugar \| Medalla \| Clase \| \| ------------------ \| ------------------ \| ----------------- \| ---------------- \| \| 2008 \| Pekín (China) \| Medalla de bronce \| Star \| \| Campeonato Mundial \| \| \| \| \| Año \| Lugar \| Medalla \| Clase \| \| 2003 \| Cádiz (España) \| Medalla de plata \| Star \| \| 2004 \| Gaeta (Italia) \| Medalla de oro \| Star \| \| Campeonato Europeo \| \| \| \| \| Año \| Lugar \| Medalla \| Clase \| \| 2002 \| Génova (Italia) \| Medalla de oro \| Star \| \| 2004 \| La Escala (España) \| Medalla de oro \| Star \| \| 2005 \| Varberg (Suecia) \| Medalla de plata \| Star \| \| 2007 \| Malcesine (Italia) \| Medalla de plata \| Star \| \| 2013 \| Båstad (Suecia) \| Medalla de bronce \| Star \| |                    |                   |       |
| Juegos Olímpicos |                    |                   |       |
| Año | Lugar              | Medalla           | Clase |
| 2008 | Pekín (China)      | Medalla de bronce | Star  |
| Campeonato Mundial |                    |                   |       |
| Año | Lugar              | Medalla           | Clase |
| 2003 | Cádiz (España)     | Medalla de plata  | Star  |
| 2004 | Gaeta (Italia)     | Medalla de oro    | Star  |
| Campeonato Europeo |                    |                   |       |
| Año | Lugar              | Medalla           | Clase |
| 2002 | Génova (Italia)    | Medalla de oro    | Star  |
| 2004 | La Escala (España) | Medalla de oro    | Star  |
| 2005 | Varberg (Suecia)   | Medalla de plata  | Star  |
| 2007 | Malcesine (Italia) | Medalla de plata  | Star  |
| 2013 | Båstad (Suecia)    | Medalla de bronce | Star  |